# Первый после Бога
«Первый после Бога» — художественный фильм 2005 года режиссёра Василия Чигинского по сценарию Ильи Авраменко (под псевдонимом Николая Капитанова) при участии Игоря Евсюкова.

## Сюжет
Продюсеры фильма заявляют, что фильм основан на фактах биографии капитана-подводника Александра Маринеско. 
Действие картины разворачивается в 1944 году.
Капитан Маринин, в связи со своим «неподходящим» происхождением, становится объектом наблюдения спецслужб. Сухопутный майор, не признающий трудностей службы и героизма подводников, провоцирует капитан-лейтенанта Маринина на поиски давно погибшего брата (который некогда служил у Колчака). Капитана, задержанного при поисках брата и обвинённого в том, что он не отрёкся от семьи, особисты арестовывают и дальнейшая судьба его предрешена. Но поступает срочный и ответственный приказ: уничтожить крупный немецкий транспорт, который скоро должен выйти из порта.
Маринина освобождают под ответственность командира бригады подводных лодок (Владимир Гостюхин). Подводная лодка выходит в море, находит транспорт и, применив военную хитрость, с честью выполняет задание, при этом получает серьёзные повреждения. На базу поступает шифрограмма от союзников о возможной гибели подлодки, её почти уже никто не ждёт, но лодка приходит с победой…

## В ролях
| Актёр               | Роль                           |
| ------------------- | ------------------------------ |
| Дмитрий Орлов       | капитан Александр Маринин      |
| Елизавета Боярская  | Таня (озвучивает Ирина Пегова) |
| Владимир Гостюхин   | комбриг                        |
| Ирина Бьёрклунд     | Анна Тереза Мария              |
| Сергей Горобченко   | Галиев                         |
| Михаил Гомиашвили   | майор Шарабидзе                |
| Нина Русланова      | заведующая столовой            |
| Юрий Степанов       | боцман Подопригора             |
| Виктор Сухоруков    | гидроакустик                   |
| Сергей Рубеко       | старпом Рогатко                |
| Екатерина Вуличенко | Зоя                            |
| Виталий Абдулов     | дизелист                       |
| Сергей Фролов       | КОК                            |
| Татьяна Веденеева   | эпизод                         |
| Маргарита Конторина |                                |

## Съёмочная группа
- Режиссёр: Василий Чигинский
- Сценарий: Николай Капитанов
- Оператор: Арчил Ахведиани
- Художник: Андрей Васин
- Композитор: Дато Евгенидзе
- Автор песни: Сергей Галанин
- Продюсер: Андрей Бондаренко, Сергей Боханов, Сергей Фикс, Михаил Калатозишвили, Владислав Розин, Сергей Шумаков

## Съёмки
- Съёмки фильма проводились в Полярном[1].

## Награды и премии
Фильм дважды номинировался на премию MTV Russia Movie Awards-2006:
- Прорыв года (Елизавета Боярская)
- Самая зрелищная сцена (морской бой, торпедирование немецкого конвоя)[2]